# Абдулов Всеволод Осипович
Всеволод Йосипович Абдулов (нар. 29 грудня 1942, Москва — пом. 27 липня 2002, там же) — радянський і російський актор театру та кіно, майстер дубляжу.

## Біографія
Народився 29 грудня 1942 року у Москві в родині акторів Осипа Наумовича Абдулова та Єлизавети Мойсеївни Метельскої (уродженою Шехтман). Любов до театру своєму синові прищепив його знаменитий батько — соратник Юрія Завадського, Фаїни Раневської, Ростислава Плятта, Віри Марецької.
У 1960 році він подав документи до всіх театральних закладів вищої освіти Москви. Його вже прийняли за конкурсом до ГІТІСа та до Театрального училища імені Бориса Щукіна. Але до Школи-студії МХАТ (куди йому хотілося найбільше) вступити не вдалось. На одній з консультацій він познайомився з Володимиром Висоцьким — той, будучи вже студентом-старшокурсником, помітив молодого абітурієнта і дечому його навчив. Це допомогло Абдулову, і до Школи-студії МХАТ його зарахували.
Після закінчення навчання він грав у Московському театрі на Таганці, на сцені Московського художнього театру. Тут молодому акторові пощастило виходити на сцену разом зі знаменитими мхатівськими «старими» — Ольгою Андровською, Михайлом Яншиним, Олексієм Грибовим, Марком Прудкіним. Він також майстерно читав Пастернака, Ахматову, Цвєтаєву. Його записи зберігаються у фондах радянського радіо. На Всесоюзній фірмі грамзапису «Мелодія» виходили диски, що містять записи радіовистав за його участі та віршів різних поетів у його виконанні. Одним з найбільш відомих дисків є подвійна платівка з записом казки Льюїса Керрола «Аліса в Країні Чудес», де він виконав відразу кілька ролей і пісень, написаних спеціально для цієї інсценізації Володимиром Висоцьким.
До приходу в Московський художній академічний театр на посаду головного режисера Олега Єфремова, він активно виступав, але потім пішов у тінь. Після розділу театру він опинився в МХАТі імені М. Горького, але й там працювати не зміг: занадто складні стосунки в колективі.
Як кіноактор, був відомий насамперед за багатосерійним телевізійним фільмом режисера Станіслава Говорухіна «Місце зустрічі змінити не можна».
В останні роки життя він озвучував зарубіжні фільми та мультфільми. Також відомо виконання ним ролі Понтія Пілата в російській версії рок-опери Ендрю Ллойда Веббера «Ісус Христос — суперзірка».
Восени 1977 року, коли актор повертався зі зйомок в Баку, поблизу міста Єфремов під автомобілем вибухнуло переднє колесо, і машина шість разів перекинулася. В результаті з важкими травмами та струсом мозку актор потрапив до лікарні. Двадцять один день він не приходив до тями. Потім йому покращало, хоча лікарі і говорили, що він «неперспективний». Лише до весни він пішов на поправку.
Його близький друг, Володимир Висоцький, згадує про цей інцидент (використовуючи гру слів) у своїй віршованій присвяті «Олегу Єфремову в день 50-річчя»:
«Тут режисер в акторі помирає,
Та ось вам парадокс і перегин:
Абдулов Сева — Севу кожен знає —
Біля Єфремова чекав його загин».
Однак аварія сильно позначилася на житті актора. Він вже не міг грати в театрі з колишньою інтенсивністю.

### Останні роки життя
В останні роки життя актора стало зовсім погано з пам'яттю. Абдулов відмовлявся зніматися і майже повністю присвятив себе радіо і озвученню, часто госпіталізувався до лікарень. У 2002 році він впав у стан забуття, його госпіталізували в одну з лікарень.
Помер на 60-му році життя ввечері 27 липня 2002 року в московській лікарні. Похований на 8-ій ділянці Введенського кладовища, поруч з батьком. У день смерті актора у нього народився правнук Володимир Арутюнян.

## Родина
Дружина — Наталія Григор'єва.
- Донька — Юлія Всеволодівна Абдулова (нар.. 10 липня 1961).
  - Онука — Поліна Торчинська.
    - Правнук — Володимир Арутюнян (нар.. 27 липня 2002[4]).

## Фільмографія
- 1960 — Чекайте листів — Костя (перша роль в кіно)
- 1965 — Місяць травень — студент, сусід Сергія в гуртожитку
- 1965 — На завтрашній вулиці — зварювальник-гітарист на будівництві електростанції
- 1966 — Ні і так — Льонька
- 1966 — Гравюра на дереві — відвідувач виставки (немає в титрах)
- 1969 — Я його наречена — Андрій
- 1970 — Карусель — студент
- 1971 — Боян Чонос — Боян
- 1971 — День за днем (фільм — спектакль) — Річард, кінооператор
- 1972 — Вороги (фільм-спектакль) — Акімов
- 1972 — Цирк запалює вогні — Костя
- 1973 — Жили три холостяки — Андрій
- 1974 — У вісімнадцять хлоп'ячих років — Шутов, військовий льотчик
- 1974 — Соло для годинника з боєм — Павло Висенський
- 1974 — Контрабанда — співробітник держбезпеки
- 1975 — Між небом і землею — Симіон Куку
- 1975 — Військові сорокові
- 1977 — Озброєний і дуже небезпечний — Генрі Йорк, репортер газети «Золотий вік»
- 1977 — Лев пішов з дому — сторож зоопарку
- 1978 — Про скло — Ведучий, оповідач
- 1979 — Ранковий обхід — Юра Будкевич, товариш Нечаєва
- 1979 — Місце зустрічі змінити не можна — Петро Соловйов
- 1979 — Дачники — Микола Петрович Замислов, помічник Басова
- 1980 — Фантазія на тему любові — глядач на фігурному катанні
- 1981 — Куди він дінеться! — Глядач у залі
- 1981 — Довгий шлях у лабіринті — Мартин Лацис, голова ВЧК
- 1981 — Пригоди Тома Соєра і Гекльберрі Фінна — Вчитель містер Доббінс (озвучує Євген Весник) / спільник індіанця Джо (озвучує сам актор)
- 1982 — Бій на перехресті — Мартин Лацис
- 1983 — Привіт з фронту — Капітан Корнілов
- 1984 — Трест, який луснув — Репортер Джо Блассом
- 1985 — Несхожа — Василь Сестренкін, батько Мишука
- 1985 — Принц і жебрак — Блазень
- 1986 — Дорогий Едісон! — Микола Костянтинович Бочаров, керівник лабораторії
- 1987 — Так переможемо! — Журналіст
- 1989 — Свій хрест — батько Едуарда Кисловського
- 1990 — Московський поліцейський Камінський (Франція) — епізод (немає в титрах)
- 1990 — Гол в Спаські ворота — Берія
- 1991 — І чорт з нами! — Берія
- 1992 — Азбука любові
- 1992 — Дотик — гість на весіллі
- 2000 — Замість мене — Саймон (остання роль)

## Дубляж
- 1955 — Кухоль пива
- 1973 — Великий атлет
- 1974 — Площа картонного годинника (музикальна казка) — майстер Тулья
- 1975 — Пригоди бджілки Майї (дубл. у 1992 р.) — Жук-могильник
- 1979 — Шалений Макс — половина чоловічих ролей (перевод «Варус-Відео»)
- 1979 — Ісус — текст від автора
- 1981 — Шалений Макс 2 — половина чоловічих ролей (Перевод «Варус-Видео»)
- 1982 — Професія — слідчий — Борис Євгенович (Михайло Данилов)
- 1982 — Різдвяна історія
- 1983 — Поза законом
- 1983 — Перемога
- 1984 — Невідомий солдат — Славик Агапов (Андрій Манке)
- 1984 — Крамниця старожитностей
- 1984 — Побачення з незнайомцем —  доктор Штайгер
- 1984 — V: Последняя битва — Генк Тайлер, Артур Дюпре, лікар Фред Кінг, лікар Корлі Волкер
- 1985 — Чорний восьминіг | El pulpo negro (серіал)
- 1985 —Голлівудські дружини —  Ніл Грей
- 1985 — Зустріч перед розлукою — Іван Кузнецов  (Михайло Яковлєв)
- 198x — Скала Фрегглів
- 1986 — Безжальні люди — лейтенант Бендер
- 1986 — Детективи Агати Крісті: Вбивство в трьох актах —  Доктор Стрендж
- 1987 — Совоподібні
- 1987 — Круті хлопці — Леон Б. Літтл
- 1987 — Повернення Шерлока Холмса —  Шерлок Холмс
- 1987 — Стеження — детектив Філ Колдшенк
- 1987 — Красуня і чудовисько —  Парацельсус , Вінслоу
- 1987 — Доброго ранку, В'єтнам
- 1987 — Дні і роки Миколи Батигіна —  касир  (Андрій Манке)
- 1987 — Цирк приїхав — слідчий (Костас Сморігінас)
- 1987—1989 — Казки братів Грімм —  Король («Спляча Красуня»), силач і жадібний король («Шестеро весь світ обійдуть»)
- 1988 — Віллі-горобець —  Ципурія, Крампус
- 1988 — Джексон на прізвисько Мотор — * 1988 — Людина дощу — Джон Муні
- 1988 — Бабусин будинок —  дідусь
- 1989 —  Відьма Саллі  (переклад телевізійного технічного центру для телеканалу «2x2») — текст від автора, половина чоловічіх ролей
- 1989 — Тернер і Гуч — Амос Рід (Джон Макінтайр)
- 1989 — Бетмен — Мер, Лікар (дубляж Варус-Відео)
- 1989 — Невинний —  Джон Фіцжеральд
- 1989 — Відкрийте, поліція! -2 —  комісар Блоре
- 1989 — Злочин — повар
- 1990 — Острів скарбів — Джон Сільвер
- 1990 — Вогняна корона
- 1990 — Містер Доля — Лео Генсен
- 1990 — Дік Трейсі — Дік Ван Дайк — D.A. Fletcher
- 1990 — Герої мультфільмів поспішають на допомогу —  Тато Смурф, шкідливий дим від сигарет
- 1990 —  Містер Бін —  Містер Бін та інші чоловічі ролі  (озвучка СВ-Дубль на замовлення МНВК ТВ-6 1995 р.)
- 1990 — Пригода в королівстві —  Зордак, Попс   (дубляж корпорації «Відеофільм» на замовлення Християнської телерадіокомпанії, 1992 р.)
- 1991 — Як живете, карасі?
- 1991 — Багсі — Джек Драгна (Ричард Сарафьян)
- 1991 — Біллі Батгейт — Лулу
- 1991 — Біжи — шеф поліції Треверс
- 1991 — Розбірки у маленькому Токіо — Фунекей Йосіда, Іто (дубляж «Varus Video»)
- 1991 — Робін Гуд: Принц злодіїв — Шериф Нотінгема (дубляж «Varus Video»)
- 1991 — Чіп і Дейл — бурундучки-рятівнички — Сирогриз (за винятком серій «Історія знайомства з Пружинкою», «Отже, працюємо разом!», «Кінець історії з рубіном» і «Мій друг кажан»), Персі (в серії «Викрадений рубін»)  (дубляж Телевізійної студії кінопрограм, 1990—1991 рр., 46 серій)
- 1991 — Гаррі та Гендерсон (телесеріал) (закадрове озвучення, ОРТ)
- 1991 — Серіал «Найкрасивіша» («Bellisima», Venevision, 1991) — (чоловічі ролі)
- 1992 — В усьому винен посильний
- 1992 — Том і Джеррі: Фільм — блоха Френкі
- 1992 — Пригоди ведмежат Гаммі — Буркотун Гаммі, Сер Таксфорд   (дубляж студії кінопрограм ТРК «Останкіно», 1991—1992 рр. )
- 1992 —  Маски на секретному об'єкті —  всі ролі
- 1993 —  Список Шиндлера —  Юда Дреснер
- 1993 — Старі буркотуни —  Макс Голдман
- 1993 — Пороги часу —  містер Бергдорф, шериф Джо, шеф поліції Елі Тартареен, Корден Фуллер, Альберт Гордій, доктор Картер Бах, Мордекай Самбі, генерал Вінг, Ноа, капітан Корво, Дітріх
- 1993 — Чорний плащ —  господар кондитерської, пожежний  («Як важливо бути спокійним»)
- 1993 — Легенди Острова скарбів —  Джон Сільвер (з 2-ї серії), Сліпий П'ю, батько Джима, батько Емілії
- 1993 — Черепашки Ніндзя — Донателло, Рокстеді (Перший склад дубляжу: Корпорація «Відеофільм», студія «Дубль» на замовлення телеканалу «2 × 2», 68-м серій); Кренг (дубляж Єкатеринбург Арт home video)
- 1993 —  Мій маленький поні (дубляж телеканалу « 2x2 »)
- 1994 — Тедді Ракспін —  Джек В. Твіг; Верховний Тиран; Волохатий Хто Такий  (окремі серії)
- 1994 — Валентина Георгіївна, Ваш вихід! —  оповідач
- 1994 —  Меверік —  кучер  (Пол Брінегар),  Меттью Вікер  (Джефрі Льюїс) (дубляж «Varus Video»)
- 1994 — Скарлетт —  дядько Генрі, половина чоловічих ролей  (закадрове озвучення)
- 1994 — Няньки —  Ліланд Стромм (Джордж Лезенбі), агент ФБР Джек Кармайкл, охоронці будинку Гіллхерста, містер Бенджамін (кредитний інспектор банку)
- 1994 — Сторінки Російської історії. Земля предків
- 1995 — Старі буркотуни розбушувалися —  Макс Голдман
- 1995 —  Золоте око
- 1995 — Раптова смерть
- 1995 — Швидкий та мертвий
- 1995 — Людина нізвідки — половина чоловічих ролей
- 1995 — Знедолені — єпископ Мірієль (Жан Маре)
- 1995 — Майор Пейн
- 1995 — Бейб: Чотириногий малюк —  оповідач (дубляж «Іст-Вест», 1996 р.)
- 1995 — Хто підставив кролика Роджера — Едді Валіант (Боб Госкінс), Гуфі (дубляж ВДТРК, 1995 р.)
- 1996 — Слід крізь час (телесеріал) — Д-р Мордехай Саамбі
- 1996 — Космічний джем — Свакхаммер, Ахмад Рашад, Ларрі Бьорд
- 1996 — Наказано знищити —  Наджи Хасан
- 1996 — Максимальний ризик — Мартин
- 1996 — Безліч — Волт
- 1996 — Назавжди
- 1996 — Насекомуси —  Фулгор, Великий Майстер
- 1996 — Народ проти Ларрі Флінта —  Джеррі Фолвелл
- 1997 — Аладдін (мультсеріал) —  Мінос, Мінотавр
- 1997 — Чарівний портрет —  мудрець Лао Чунь  (Чжоу Гунцзінь)
- 1997 — Парк Юрського періоду 2: Загублений світ —  Roland Tembo
- 1997 — П'ятий елемент —  Професор Пеколі
- 1997 —  Колонія —  Мойше
- 1997 — Дон Кіхот повертається —  перекладач
- 1997 — Віднесений морем —  Ісаак Фостер
- 1997 — Роксолана: Настуня —  султан Селім I, Кизляр-ага
- 1997 — Роксолана: Улюблена дружина Халіфа —  Кизляр-ага
- 1997 —  Бременські музиканти: Безстрашна четвірка[de] — Шкуродер, племінник тітки Ванди, гангстер з сигарою і автоматом
- 1998 — Людина в залізній масці
- 1998 — Майже герої —  ідальго
- 1998 —  Доктор Дуліттл
- 1998 — Класик —  Савицький  (Юозас Будрайтіс)
- 1998 — Святий —  Іван Третяк  (Раді Шербеджія)
- 1998 —  Секретні матеріали: Боротьба за майбутнє —  Бен Броншвег
- 1998 — Принцеса Лебідь: Таємниця зачарованого королівства —  Ротбарт
- 1998 — Карти, гроші та два стволи, що димлять —  Алан ,  оповідач
- 1998 — Возз'єднання сімейки Адамсів —  Волтер Аддамс; дідусь Аддамс
- 1998 —  Облога
- 1998 — Бейб: Порося в місті —  оповідач
- 1999 — Загін «Стиляги» —  Тріки; Ховард
- 1999 — Блакитноокий Міккі
- 1999 — Дев'ята брама — Віткін
- 1999 — Зелена миля — старий Пол Еджкомб
- 2000 — Звірячі війни
- 2000 — Правила бою — генерал-майор Перрі
- 2000 — Пригоди Роккі і Буллвінкля —  пілот літака, поліцейський в Огайо, Джеб (Джонатан Вінтерс)
- 2000 — Пітон
- 2000 — Підземелля драконів
- 2000 — Тринадцать днів
- 2000 — Братство вовка — Мерсьє (Бернар Фрессон)
- 2000 — Шоколад — Гільям Беро (Джон Вуд)
- 2000 — Дракула 2000 — профессор Абрахам Ван Гельсінг
- 2001 — Бельфегор — привид Лувра — Верла (Мішель Серро)
- 2001 — Доктор Дулітл 2 — Джо Поттер (Джеффрі Джонс)
- 2001 — Штучний розум — лікар Фрацір (Майкл Ментелл)
- 2001 — Мушкетер — капітан мушкетерів Тревілль (Майкл Берн)
- 2001 — Гаррі Поттер і філософський камінь — Альбус Дамблдор (Річард Гарріс)
- 2001 — Володар перснів: Хранителі Персня[5] — Барліман (Девід Вітерлей)
- 2001 — Пароль «Риба-Меч» — директор Білл Джой (Зек Греньє)
- 2001 — Мулен Руж! — батько Кристіана (Артур Дігнам)
- 2001 — Джей і мовчазний Боб завдають удару у відповідь — старий-хітчхайкер, Джордж Карлін, Вес Крейвен (камео)

### Озвучування мультфільмів
- 1975 — Кішки-мишки — Кошеня
- 1977 — Незнайко в Сонячному місті — Осел Калігула; Міліціонер Свистулькін (6-та серія)
- 1977 — Незнайко в Сонячному місті 8-ма серія — Знову разом — Осел
- 1977 — Незнайко в Сонячному місті 9-та серія — Переполох в зоопарку — Осел
- 1977 — Шовкова пензлик — Ведмедиця
- 1978 — Мій приятель світлофор
- 1981 — Білий метелик — Тушканчик
- 1982 — Олівер Твіст (мультфільм)
- 1983 — Балада про формаліста — текст читає
- 1983 — Атракціон — всі ролі
- 1983 — Шалтай-Базікай — Кіт
- 1983 — Слідство ведуть Колобки. Наслідок перший — інспектор Колобок
- 1983 — Слідство ведуть колобки. Викрадення століття — інспектор Колобок
- 1984 — Доктор Айболить — папуга Карудо, ансамблеві ролі
- 1984 — КОАПП — Кашалот (окремі серії); Чорний Заєць; Павич; Слон; Восьминіг; Чайка-тато; Бесідочник; Ему; Скат; Мормірус; Помилковий Вампір; Калан та інші
- 1985 — На зорі у дворі — Півень
- 1986 — Тихо! Йде операція — Чоловік
- 1986 — Фокусник — всі ролі
- 1986 — Бережіть тепло — текст читає
- 1988 — Каскадер — всі ролі
- 1989 — Кримінал — Кухар
- 198? — Бій під водою — всі ролі
- 199? — Лялечки-малятка — всі ролі
- 1990 — Чому кури грошей не клюють
- 1990 — Цього не може бути — всі ролі
- 1990 — Нове плаття короля — Перший міністр
- 1991 — Вампіри Гєони
- 1991 — Синиця, гай і вогонь
- 1991 — Як мишеня летючим стало
- 1991 — Микола Угодник і мисливці — Мисливець Спиридон
- 1992 — У країні Бобберів — професор Бобберман
- 1992 — Бабина робота — Чоловік
- 1992 — Господарі Гєони
- 1992 — Простий мужик — Мужик
- 1992 — Капітан Пронін — онук майора Проніна — Майор Пронін; Джеймс Бонд; Свистунов
- 1992 — Сапожнікова дружина — вокал
- 1992 — Непереможні тойстери: Загублені в Тойберії — усі чоловічі ролі
- 1993 — Кілька сторінок із життя примари — Хайрам Отіс (батько Вірджинії і близнюків)
- 1993 — Повернення кота Леопольда — Кіт Леопольд та інші чоловічі ролі
- 1993 — Капітан Пронін в Америці — Свистунов, Дон Корлеоне, бандити, митник
- 1993—1995 — Бояка мухи не образить — Удав (1, 2, 3, 5, 6 серія)
- 1993 — Капітан Пронін у космосі — член екзаменаційної комісії, навігатор, зелений космічний пірат, житель Сіріуса
- 1993 — Війна слонів і носорогів — Генерал-Слон; Генерал-Носоріг
- 1993 — У країні Бобберів: Обід з паном Гризлі
- 1993 — Два шахрая — Товстий шахрай; Генерал
- 1993 — Великий наліт — Страус Лева
- 1993 — Повітроплавці — Страус Лева
- 1994 — АМБА — Фільм перший
- 1995 — АМБА — Фільм другий
- 1996 — Королі і капуста — Діккі
- 1996 — З особистого життя братів Пілотів — Карбофос
- 1996 — Брати Пілоти показують один одному новорічні фокуси — Карбофос
- 1996 — Брати Пілоти вечорами п'ють чай — Карбофос
- 1996 — Брати Пілоти іноді ловлять рибу — Карбофос

### Аудіоспектаклі
- 1974 — Зелений фургон — Володя Патрикеєв
- 1976 — Аліса в країні чудес (радіоп'єса) — ведучий, Керролл, Додо, Синя Гусінь, Чеширський Кіт
- 1976 — Маша і Вітя проти «Диких гітар» — чарівник
- 1977 — Про Малюка-Мисливця Бачо — Гепард, Верблюд
- 1978 — Пан запитав у Пана (Вірші Чеських Поетів Для Дітей)
- 1979 — Зайчик-листоноша (радіоп'єса) — Їжачок
- 1979 — «Сашко». Сторінки повісті
- 1980 — Пісочний Годинник
- 1981 — Пригоди в країні Мульти-Пульти — Осел

### Озвучування комп'ютерних ігор
- 1995 — Full Throttle — Ротвейлери (чоловіки)
- 1996 — Bermuda Syndrome — Джек Томпсон, Телкуард
- 1999 — Алоди II: Повелитель душ
- 1999 — Atlantis II — зберігач кристала
- 1999 — Faust: The Seven Games of the Soul — Ганнібал, Тод, Генрі Портер
- 2000 — Диявол-Шоу — Вервольф
- 2000 — Odyssey: The Search For Ulysses
- 2000 — Земля 2150: Війна світів
- 2000 — Суперперець — Мітрій, Калин
- 2000 — Прокляті землі — Хадор-Забіяка, Гоблінський вождь Го-Го, Вождь Шай-Вар
- 2000 — In Cold Blood — Техніки-чоловіки
- 2000 — Шерлок Холмс: Повернення Моріарті — Беггармен, аптекар Пілс, бармен Баррел, відвідувач у пабі, Бродяга, бармен на Дикому Заході
- 2001 — Wizardry 8 — Мадрас
- 2001 — Некрономикон — доктор Оуенс, дух
- 2001 — Тупі прибульці — Пузан, другорядні персонажі
- 2002 — S. W. I. N. E. — Свині
- 2002 — AquaNox — Бармен Джо
- 2002 — Age of Wonders II: The wizard's Throne (локалізація від Логруса) — Габріель

### Озвучування телепередач
- Ширше коло (1976—1995) — закадровий голос (Перша програма ЦТ, 1-й канал Останкіно)
- Великий театр. Дні і вечори (1993—1994) — закадровий голос (1-й канал Останкіно)
- Арт-кур'єр (1994) — закадровий голос (1-й канал Останкіно)
- Кварьєте «Весела КВАмпанія» (1995—1998) — Квалентин Квалентинович, вокал (телеканал «ОРТ»)
- Шість новин (1996—1997) — один із закадрових голосів (телеканал «ТВ-6»)
- Класна компанія (1997—2000) — Михайло Михайлович Шпаргалкін, Михайло Михайлович Останкінський (телеканал «ОРТ»)
- На добраніч, малята! (1990-ті роки) — Киндерино (телеканал «ОРТ»)

### Документальне кіно
- Товариш КамАЗ (Центральне телебачення СРСР, 1972)
- Операція Гелій. Фільми 4 і 5: «Нам не дано передбачити» і «Чому світить Сонце» (Центрнавчфільм, 1992—1993) — текст оповідача
- Єгор Гайдар. Історичний рахунок (РЦСДФ, 1995)
- Документальний детектив (ОРТ, 1997—2002)
- 100 чудес світу (ТБ-6, 2001—2002) (переклад студії «Фортуна-Фільм»)
- Ігор Ільїнський. Життя артиста (Культура, 2001)

## Фільми про Всеволода Абдулова
- «Як йшли кумири. Всеволод Абдулов» (2006; телеканал «ДТВ»)
- «Два життя Всеволода Абдулова» (2012; «Перший канал»)